# Эль-Потреро (Акульцинго)
Эль-Потреро (исп. El Potrero) — посёлок в юго-восточной части Мексики, на территории штата Веракрус. Входит в состав муниципалитета Акульцинго.

## Географическое положение
Эль-Потреро расположен на западе центральной части штата, на расстоянии приблизительно 98 километров к юго-юго-западу (SSW) от города Халапа-Энрикеса, административного центра штата. Абсолютная высота — 2075 метров над уровнем моря.

## Население
Согласно данным, полученным в ходе проведения официальной переписи 2005 года, в посёлке проживало 1040 человек (501 мужчина и 539 женщин). Насчитывалось 225 домов. По возрастному диапазону население распределилось следующим образом: 49,1 % — жители младше 18 лет, 42,2 % — между 18 и 59 годами и 8,7 % — в возрасте 60 лет и старше. Уровень грамотности среди жителей старше 15 лет составлял 85,8 %.
По данным переписи 2010 года, численность населения Эль-Потреро составляла 1269 человек. Динамика численности населения посёлка по годам:
| 2000 | 2005 | 2010 |
| ---- | ---- | ---- |
| 1157 | 1040 | 1269 |